# Comté de Cumberland (Virginie)
Pour les articles homonymes, voir Comté de Cumberland.
Le comté de Cumberland est un comté situé aux États-Unis. Au recensement de 2000, la population était de 9 017 habitants. Son siège est Cumberland.

## Histoire
Le comté de Cumberland est fondé en 1749 à partir du Comté de Goochland. Le comté doit son nom au prince William Augustus de Cumberland, fils du roi George II de Grande-Bretagne. Il fut le comté natal de la famille Fleming, dont le Juge John Fleming et son fils le juge William Fleming.

## Géographie
D'après le bureau du recensement américain, le comté a une superficie de 776 km2, dont 773 km2 de terre et 3 km2 d'eau (0,39 %).

## Démographie
Au recensement de 2000, il y a 9 017 habitants, 3 528 ménages et 2 487 familles résidant dans le comté. La densité de population est de 12 habitants par kilomètre carré. 
Il y a 4 085 unités de logement avec une densité moyenne de 5 par kilomètre carré. 
La population du comté est composée de 60,37 % de blancs, 37,44 % de noirs américains, 1,06 % de métis, 0,35 % d'asiatiques, 0,18 % d'indiens d'Amérique enfin 0,59 % d'autres origines.
Il y a 3 528 ménages dont 30,00 % ont des enfants de moins 18 ans avec eux. 51,60 % sont mariés et vivent ensemble, 14,30 % sont des familles monoparentales et 29,50 % sont sans famille.
24,80 % de tous les ménages sont composés de personnes vivant seules et 10,70 % sont des personnes de 65 ans ou plus vivant seul. La taille moyenne d'un ménage est de 2,55 personnes, la taille moyenne d'un famille est de 3,03 personnes.

## Géolocalisation
| Comté de Fluvanna   |                         | Comté de Goochland |
| Comté de Buckingham | Comté de Cumberland     | Comté de Powhatan  |
|                     | Comté du Prince-Édouard | Comté d'Amelia     |

## Villes
- Cumberland
- Tamworth
- Cartersville
- Columbia

## Source
- (en) Cet article est partiellement ou en totalité issu de l’article de Wikipédia en anglais intitulé « Cumberland County, Virginia » (voir la liste des auteurs).